# Velká Javořina
Il Velká Javorina (in ceco, Veľká Javorina in slovacco - 970 m s.l.m.) è la montagna più alta dei Carpazi Bianchi, gruppo montuoso dei Carpazi Occidentali Esterni. Si trova al confine tra la Slovacchia e la Moravia in Repubblica Ceca e Slovacchia. Costituisce il punto più elevato di quest'ultima.